# Adentro
«Adentro» es el nombre del décimo álbum de estudio del cantautor guatemalteco Ricardo Arjona, publicado bajo el sello discográfico Sony BMG Norte el 6 de diciembre de 2005.
El disco fue nominado a tres Grammys y ganó dos un Premio Grammy Latino el 2 de noviembre de 2006 al Mejor Álbum Pop Vocal Masculino y un Premio Grammy por Mejor Álbum de Pop Latino el 11 de febrero de 2007, premio que fue compartido con el álbum Limón y sal de la artista mexicana Julieta Venegas en un empate histórico. Gozó de gran popularidad entre los fanáticos, vendiendo medio millón de ejemplares a menos de un mes de salido a la venta.

## Grabación
Adentro representa la primera vez que Arjona ha colaborado con Tommy Torres. En una entrevista, el cantante comentó que él primero le hizo una prueba a Torres enviándole "las pistas más oscuras y pegajosas" del álbum, "Acompáñame a estar solo" e "Iluso". Torres dijo que utilizó todo su potencial en la primera maqueta, contratando una banda completa que incluía una orquesta de cuerdas, atrayendo así la atención de Arjona. Arjona comentó que Adentro era "un disco muy representativo y tremendamente completo", y agregó que "diferentes productores enriquecieron al álbum en posibilidades".

## Lista de canciones
Todas las canciones escritas y compuestas por Ricardo Arjona. 
| Adentro |                                                      |                                                          |          |  |
| N.º     | Título                                               | Escritor(es)                                             | Duración |  |
| 1.      | «Para bien o para mal»                               | Ricardo Arjona · Dan Warner · Lee Levin · Tommy Torres   | 5:20     |  |
| 2.      | «De vez en mes»                                      | Ricardo Arjona · Dan Warner · Lee Levin · Tommy Torres   | 4:23     |  |
| 3.      | «Para qué me quieras como quiero»                    | Ricardo Arjona · Dan Warner · Lee Levin · Tommy Torres   | 4:38     |  |
| 4.      | «Pingüinos en la cama»                               | Ricardo Arjona · Dan Warner · Lee Levin · Tommy Torres   | 3:48     |  |
| 5.      | «Iluso»                                              | Ricardo Arjona · Carlos Cabral "Junior" · Fernando Otero | 6:48     |  |
| 6.      | «Adiós melancolía»                                   | Ricardo Arjona · Carlos Cabral "Junior" · Fernando Otero | 4:55     |  |
| 7.      | «Mojado» (con Intocable)                             | Tommy Torres                                             | 4:43     |  |
| 8.      | «Acompáñame a estar solo»                            | Ricardo Arjona · Dan Warner · Lee Levin · Tommy Torres   | 4:33     |  |
| 9.      | «No me importa nada»                                 | Ricardo Arjona · Carlos Cabral "Junior" · Fernando Otero | 4:30     |  |
| 10.     | «Laura (el tren del purgatorio)»                     | Ricardo Arjona · Juan Vicente Zambrano                   | 4:26     |  |
| 11.     | «No te cambio por nada»                              | Ricardo Arjona · Carlos Cabral "Junior" · Fernando Otero | 3:51     |  |
| 12.     | «Pa' qué»                                            | Ricardo Arjona · Carlos Cabral "Junior" · Fernando Otero | 4:01     |  |
| 13.     | «Ya no me acuerdo de mí»                             | Ricardo Arjona · Dan Warner · Lee Levin · Tommy Torres   | 4:43     |  |
| 14.     | «A ti»                                               | Ricardo Arjona · Carlos Cabral "Junior" · Fernando Otero | 4:50     |  |
| 15.     | «Bar»                                                | Ricardo Arjona                                           | 5:01     |  |
| 16.     | «Pingüinos en la cama (versión con piano y cuerdas)» | Ricardo Arjona · Dan Warner · Lee Levin · Tommy Torres   | 3:58     |  |

## Sencillos
- 1. «Acompáñame a estar solo»
- 2. «Pingüinos en la cama» (con Chenoa)
- 3. «Mojado» (con Intocable)
- 4. «A ti»
- 5. «De vez en mes»

## Gira Adentro 2006/2007
La gira Adentro 2006/2007 de Ricardo Arjona dio inicio el jueves 4 de mayo de 2006, en Toluca, México. Inició en Toluca porque esta plaza le trae buenos recuerdos de sus inicios y es una manera de agradecer a su público el apoyo ofrecido durante tantos años.